# Condado de Dakota (Nebraska)
O Condado de Dakota é um dos 93 condados do estado norte-americano de Nebraska. A sede do condado é Dakota City, e a sua maior cidade é South Sioux City. O condado tem uma área de 692 km² (dos quais 10 km² estão cobertos por água), uma população de 20 253 habitantes, e uma densidade populacional de 30 hab/km² (segundo o censo nacional de 2000). O condado foi fundado em 1855 e o seu nome provém da tribo Dakota Sioux.